# Gelkingestraat
De Gelkingestraat is een straat in Groningen. De straat loopt van de Grote Markt naar het Gedempte Zuiderdiep. Van de straten die aan de zuidzijde van de Grote Markt beginnen is de Gelkingestraat de rustigste. Anders dan de Herestraat en de Oosterstraat is de Gelkingestraat geen hoofdwinkelstraat.

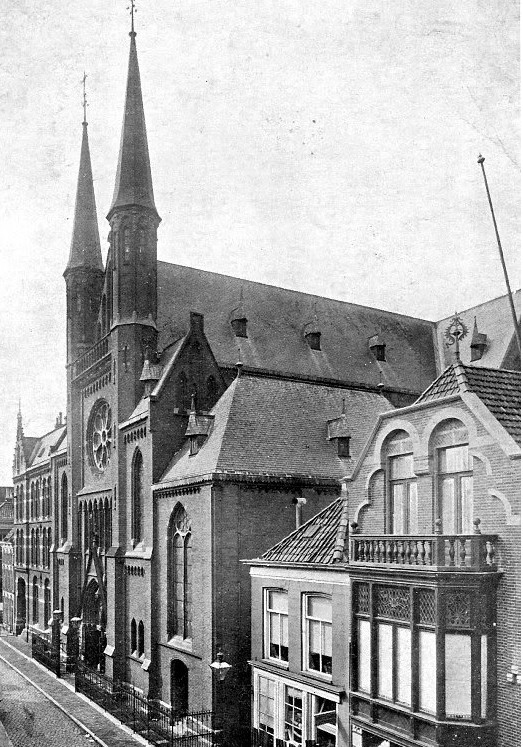
De voormalige Paterskerk rond 1900

De straat is vernoemd naar de Gelkingers, een zeer invloedrijke familie in de stad in de vroege middeleeuwen. Waarschijnlijk stond het familiehuis van dit geslacht aan de Grote Markt op de hoek van wat nu de Gelkingestraat is.
Het laatste deel van de straat, vanaf de Carolieweg, heet officieel de Kleine Gelkingestraat.
Tot in de jaren zestig van de twintigste eeuw stond de Paterskerk aan de westzijde in de Gelkingestraat. Deze werd in 1962 afgebroken. Aan de westzijde van de straat zijn ook nog drie gangen: de Entensgang bij nummer 27, de Sieboldsgang bij nummer 35, en de Munsterstraat bij nummer 43.
In de jaren vijftig en zestig van de twintigste eeuw was de Gelkingestraat een echte uitgaansstraat. Bekende etablissementen waren Heineken's Quelle, Moulin Rouge en de Flintstone bar. Tegenwoordig is discotheek Kokomo Beach Club, gelegen geheel aan de noordzijde op de hoek met de Grote Markt, een grote publiekstrekker in de straat.

## Monumenten
De Gelkingestraat zelf telt 7 rijksmonumenten. Aan het begin van de straat, beginnend bij de Grote Markt, staat ook de achterzijde van het pand van de Drie Gezusters, waarvan de oudste delen al uit de dertiende eeuw stammen. Wellicht was dat het steenhuis van de Gelkingers. Ook het achterpand van Grote Markt 40, Gelkingestraat 1 is onderdeel van een rijksmonument. Daarnaast staan er 17 panden op de gemeentelijke monumentenlijst
| Adres              | Bouwjaar          | Beschrijving | Monument  | Afbeelding  |
| ------------------ | ----------------- | --- | --------- | ----------- |
| Gelkingestraat 1   |                   | Achterhuis Grote Markt 40 | RM 18473  |             |
| Gelkingestraat 2-6 | 13e/14e eeuw      | Achterhuis Drie Gezusters | RM 18472  |             |
| Gelkingestraat 8   | 1445              | Helft van een dubbelpand, voormalig Club 8 | GM 102106 |             |
| Gelkingestraat 10  | 1445              | Helft van een dubbelpand, Café Muurling, links op de foto | GM 102107 |             |
| Gelkingestraat 12  |                   | Smal woonhuis | RM 18460  |             |
| Gelkingestraat 14  | 1407              | Helft van een dubbelpand, rechts op de foto | GM 102109 | pand links  |
| Gelkingestraat 16  | 1407              | Helft van een dubbelpand | GM 102110 | pand rechts |
| Gelkingestraat 18  | 16e/17e eeuw      | | GM 102111 |             |
| Gelkingestraat 20  | 16e/17e eeuw      | Pand met dwars zadeldak, tegenwoordig Chinees-restaurant Peking | RM 18461  |             |
| Gelkingestraat 21  |                   | Pand op de hoek met het Hoogstraatje waarin restaurant Akropolis. | RM 18457  |             |
| Gelkingestraat 24  | 1600              | Tweelaags voorhuis onder zadeldak met versierde gevel in renaissancestijl, voorgevel in 1896 opnieuw opgetrokken met hergebruik van oorspronkelijke ornamenten Achter voorhuis binnenplaats en dan tweelaags achterhuis. Boven vensters schelpenmotief met daarin stichtelijke afbeeldingen. De afbeeldingen passen bij een oudere bouwdatum (voor 1594, reductie van Groningen) | RM 18462  |             |
| Gelkingestraat 25  |                   | Hoog winkel-woonhuis in eclectische stijl | RM 485600 |             |
| Gelkingestraat 26  | 17e eeuw          | Drielaags pand met schilddak, eenlaags aanbouw aan de achterkant | GM 102114 |             |
| Gelkingestraat 28  | 17e eeuw          | Tweelaags huis, zadeldak met schildeind, voorgevel 18e eeuw. In 20e eeuw ingrijpend verbouwd. | GM 102115 |             |
| Gelkingestraat 29  |                   | | GM 102097 |             |
| Gelkingestraat 31  |                   | | GM 102098 |             |
| Gelkingestraat 33  |                   | Drie traveeën breed hoekpand | RM 18458  |             |
| Gelkingestraat 36  | 16e/17e eeuw      | Winkelpand met wonen, oorspronkelijk woonhuis, twee lagen met zadeldak | GM 102119 |             |
| Gelkingestraat 37  | 19e eeuw          | winkelpand met 19e-eeuwse winkelpui | GM 102100 |             |
| Gelkingestraat 39  | 1557 (gevelsteen) | Voormalig pakhuis in Munstersegang | RM 18459  |             |
| Gelkingestraat 41  |                   | | GM 102101 |             |
| Gelkingestraat 46  |                   | | GM 106305 |             |
| Gelkingestraat 48  | 14e eeuw          | Dwarshuis, gebouwd op de fundering van een voorganger uit de 13e eeuw, waarschijnlijk oorspronkelijk een steenhuis | GM 102121 |             |
| Gelkingestraat 50  |                   | | GM 102122 |             |
| Gelkingestraat 52  |                   | | GM 107479 |             |
| Gelkingestraat 64  |                   | | GM 108616 |             |

Achter de Muur · 
Akerkhof · 
Akerkstraat · 
Broerstraat · 
Brugstraat ·
Bruine Ruiterstraat ·
Burchtstraat · 
Butjesstraat ·
Carolieweg ·
Coehoornsingel · 
Donkersgang · 
Driften · 
Emmaplein · 
Folkingestraat · 
Folkingedwarsstraat ·
Ganzevoortsingel · 
Gasthuisstraatje ·
Gedempte Kattendiep ·
Gedempte Zuiderdiep ·
Gelkingestraat ·
Grote Kromme Elleboog ·
Grote Markt ·
Guldenstraat ·
Guyotplein ·
Haddingestraat ·
Haddingedwarsstraat ·
Hardewikerstraat ·
Hereplein · 
Herebinnensingel ·
Heresingel ·
Herestraat ·
Hoekstraat ·
Hofstraat ·
Hoge der A ·
Hoogstraatje ·
Jacobijnerstraat ·
Kleine der A ·
Kattenhage ·
Kleine Kromme Elleboog ·
't Klooster ·
Kostersgang ·
Koude Gat ·
Kreupelstraat ·
Kwinkenplein ·
De Laan ·
Lage der A ·
Lopende Diep ·
Lutkenieuwstraat ·
Marktstraat ·
Martinikerkhof ·
Munnekeholm ·
Muurstraat ·
Naberstraat ·
Nieuwe Boteringestraat ·
Nieuwe Ebbingestraat ·
Nieuwe Kerkhof ·
Nieuwe Kijk in 't Jatstraat ·
Nieuwe Markt ·
Nieuwstad ·
Noorderhaven ·
Oosterstraat ·
Ossenmarkt ·
Oude Boteringestraat ·
Oude Ebbingestraat ·
Oude Kijk in 't Jatstraat ·
Papengang ·
Pausgang · 
Pelsterstraat ·
Peperstraat ·
Poelestraat ·
Praediniussingel ·
Rademarkt ·
Radesingel ·
Reitemakersrijge ·
Rode Weeshuisstraat ·
Schoolstraat · 
Schoolholm · 
Schuitemakersstraat ·
Schuitendiep · 
Sieboldsgang · 
Singelstraat · 
Sint Jansstraat ·
Sint Walburgstraat ·
Spilsluizen ·
Stationsstraat ·
Steentilstraat ·
Stoeldraaierstraat · 
Torenstraat · 
Turfstraat ·
Turfsingel ·
Turftorenstraat ·
Ubbo Emmiussingel ·
Vismarkt ·
Visserstraat ·
Waagstraat ·
Zoutstraat ·
Zwanestraat